# Gossip Girl: Acapulco
Gossip Girl: Acapulco é uma série de televisão mexicana produzida pela Televisa e exibida pelo Canal 5, UniMás e Telehit, cuja transmissão ocorreu de 5 de agosto de 2013 a 6 de setembro de 2013.

## Sinopse
Os amores, as traições e as experiências intensas de um grupo de jovens multimilionários são contadas pelo tweeter Gossip Girl, que, do anonimato, puxa inesperadamente as cordas da elite da sociedade mexicana da socialite Sofía López-Haro para o amado porto de Acapulco, depois de um ano longe do país. Sofia, a princípio, não é muito bem recebida por sua melhor amiga, Barbara Fuenmayor, que após seu desaparecimento se tornou a garota mais popular de Acapulco e líder do Harolds College, a escola mais prestigiada e exclusiva do país.

## Elenco
- Sofía Sisniega - Sofía Lopéz-Haro[4][5]
- Oka Giner - Bárbara Fuenmayor
- Diego Amozurrutia - Daniel Parra
- Jon Ecker - Nicolás "Nico" de la Vega
- Macarena Achaga - Jenny Parra
- Vadhir Derbez - Maximiliano "Max" Zaga
- Esmeralda Pimentel
- Margarita Muñoz - Vanessa García
- Issabela Camil - Liliana "Lili" López-Haro
- Eduardo Victoria - Marcelo Parra
- Paty Cantú - Gossip Girl
- Brandon Peniche - Poncho Díaz-Navarro
- Ela Velden - Gaby
- Carina Ricco - Alicia Parra